# Normativna kontrola
Normativna kontrola je v bibliotekarstvu postopek organizacije knjižničnega kataloga in bibliografskih podatkov z uporabo enotnega zapisa (značnice) za vsak subjekt. Beseda »normativna« tu pomeni, da so imena ljudi, krajev, predmetov in pojmov normirana oz. fiksirana v eni konkretni obliki. Naslov in drugi elementi opisa so združeni v t. i. normativno datoteko. Tako nedvoumno, unikatno poimenovanje subjektov se nato dosledno uvede preko celotne knjižnične zbirke, tudi za elemente, ki bi lahko bili poimenovani drugače, npr. knjige nekega avtorja, izdane pod psevdonimom. Za taka alternativna poimenovanja vsebuje normativna datoteka kazalke in vodilke, ki jih povezujejo z značnico in med seboj. Postopek poenostavi iskanje po katalogih uporabnikom, knjižničarjem pa organizacijo gradiva in s tem zmanjša možnost napak.
V sodobnem času je normativna kontrola računalniška, normativne datoteke so zbrane v zbirki podatkov, do katere dostopajo knjižničarji prek terminalov. Značnice so po navadi imena, ki so v določenem kulturnem okolju najbolj uveljavljena, zato vsaka nacionalna knjižnica vodi svojo normativno datoteko (za Slovenijo je to CONOR). Poskus mednarodnega usklajevanja je Virtualna mednarodna normativna datoteka (VIAF), poleg tega pa obstajajo tudi določeni mednarodni standardi poimenovanja.